# إرسال متعدد بتقسيم التردد

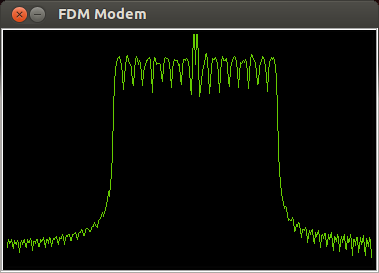
نطاق المرور لقناة الإرسال التقابلي المتعدد بتقسيم التردد التي تحمل البيانات الرقمية، يتم تشكيله بواسطة QPSK (تضمين إزاحة الطور الرباعي).

في علم الاتصالات، الإرسال المتعدد بتقسيم التردد أو التنضيد بتقسيم التردد (بالإنجليزية: frequency-division multiplexing)‏ اختصارًا FDM، هو تكنيك يقوم على تقسيم عرض النطاق في الوسيط الناقل إلى سلسلة من نطاقات التردد غير المتداخلة يحمل كل منها إشارة مختلفة. يسمح ذلك للوسيط الناقل الواحد مثل الكيبل أو الألياف الضوئية بإرسال إشارات متعددة مستقلة عن بعضها البعض، وكذلك حمل مجموعات منفصلة من البتات (bits) بمعدل أعلى على التوازي.

## استخدامات
من الأمثلة على الإرسال التقابلي المتعدد بتقسيم التردد الراديو والتلفزيون، حيث تنتشر الكثير من إشارات الراديو بترددات مختلفة في الجو في نفس الوقت. مثال آخر هو كيبل التلفزيون، حيث ترسل العديد من قنوات التلفزيون في وقت واحد على كيبل واحد. يستخدم FDM كذلك في أنظمة الهاتف لإرسال عدة مكالمات هاتفية عبر خطوط (trunklines) ذات حمولة مرتفعة وأقمار اتصالات لإرسال قنوات متعددة من البيانات عبر إشعاعات البث والإرسال الراديوية والبرودباند DSL لإرسال كميات كبيرة من البيانات.
يوجد تقنية مشابهة في اتصالات الألياف الضوئية تسمى الإرسال التقابلي المتعدد بتقسيم طول الموجة (wavelength division multiplexing)، حيث يتم إرسال قنوات متعددة عبر الليف الضوئي الواحد باستخدام أطوال موجية (ترددات) مختلفة من الضوء.

## آلية عمله
يطلق على إشارات المعلومات المتعددة المنفصلة «التعديل» التي تُرسل عبر نظام «أف دي أم»، مثل إشارات الفيديو الخاصة بالقنوات التلفزيونية التي تُرسل عبر نظام تلفزيون كبلي، إشارات الحزمة القاعدية. في نهاية المصدر، لكل قناة تردد، يولد مذبذب إلكتروني إشارة حاملة، وهي على شكل موجة متذبذبة ثابتة عند تردد واحد يعمل على «نقل» المعلومات. الحامل بتردد أعلى بكثير من إشارة الحزمة القاعدية. تُجمع إشارة الحامل وإشارة الحزمة القاعدية في دارة المعدل. يغير المعدل بعض جوانب إشارة الحامل، مثل المطال أو التردد أو الطور، باستخدام إشارة الحزمة القاعدية، «محملة على ظهرها» البيانات على الحامل.
تتمثل نتيجة التعديل (التجميع) للإشارة الحامل مع الإشارة القاعدية في توليد ترددات فرعية قريبة من تردد إشارة الحامل عند المجموع (fC + fB) والفرق (fC - fB) للترددات. تُحمل المعلومات من الإشارة المعدلة في حزم جانبية على كل جانب من تردد الحامل. لذلك، فكل المعلومات التي تحملها القناة تقع في نطاق ضيق من الترددات متجمعة حول تردد الحاملة، وهذا ما يسمى حزمة (نطاق) المرور للقناة.
وبشكل مشابه، تُستخدم إشارات الحزمة القاعدية الإضافية لتعديل الحوامل عند ترددات أخرى، مما يؤدي إلى إنشاء قنوات معلومات أخرى. توجد مسافات متباعدة بشكلٍ كافٍ في التردد بين الحوامل بحيث لا تتداخل نطاق الترددات «حزم المرور للقنوات المنفصلة» التي تشغلها كل قناة. تُرسل جميع القنوات عبر وسط النقل، مثل الكبل المحوري أو الألياف الضوئية أو عبر الهواء باستخدام جهاز إرسال راديوي. طالما أن ترددات القناة متباعدة بدرجة كافية بحيث لا تتداخل أي من حزم المرور، فلن تتداخل القنوات المنفصلة مع بعضها البعض. وبالتالي، يُقسم عرض النطاق الترددي المتاح إلى «فسحات» أو قنوات، يمكن لكل منها حمل إشارة معدلة منفصلة.
على سبيل المثال، يبلغ عرض النطاق الترددي للكابل المحوري المستخدم في أنظمة التلفزيون الكبلي حوالي 1000 ميغا هرتز، لكن حزمة مرور كل قناة تلفزيونية بعرض 6 ميغا هرتز فقط، لذلك هناك مجال للعديد من القنوات في الكبل (في أنظمة الكبل الرقمي الحديثة، كل قناة بدورها تنقسم إلى قنوات فرعية ويمكنها حمل ما يصل إلى 10 قنوات تلفزيونية رقمية).
في طرف المستقبل من الكبل أو الليف أو مستقبل راديوي، لكل قناة، ينتج مذبذب محلي إشارة على تردد الحامل لتلك القناة، الذي يكون مختلط مع الإشارة المعدلة الواردة. تُطرح الترددات، منتجة الإشارة القاعدية لتلك القناة مرة أخرى. وهذا ما يسمى فك التعديل. تُرشح الإشارة القاعدية الناتجة من الترددات الأخرى وتُخرج للمستخدم.

## الهاتف
بالنسبة للاتصالات الهاتفية بعيدة المدى، استخدمت شركات الهاتف في القرن العشرين أنظمة «الحامل إل» وكابلات محورية مماثلة التي تحمل الآلاف من الدارات الصوتية المجمعة على مراحل متعددة بواسطة بنوك القنوات.
للمسافات الأقصر، استخدمت كبلات مزدوجة موزونة الممانعة أرخص لأنظمة مختلفة بما في ذلك نظام بيل «كي» و «حامل أن». لم تسمح هذه الكابلات بعرض نطاق ترددي كبير، لذا جُمع 12 قناة صوتية فقط (حزمة جانبية مزدوجة) و24 قناة لاحقًا (حزمة جانبية فردية) إلى أربعة أسلاك، زوج واحد لكل اتجاه مع مكررات كل عدة أميال، حوالي 10 كم. اطلع على «نظام حامل 12 قناة». بحلول نهاية القرن العشرين، أصبحت الدارات الصوتية «أف دي أم» نادرة. تستخدم أنظمة الهاتف الحديثة الإرسال الرقمي، حيث يُستخدم التجميع باستخدام التقسيم الزمني «تي دي أم» بدلًا من «أف دي أم».
منذ أواخر القرن العشرين، استخدمت خطوط المشترك الرقمي «دي أس إل» نظام تعدد النغمات المتقطعة «دي أم تي» لتقسيم طيفها إلى قنوات تردد.
يُعرف المفهوم المقابل للتنضيد بالتقسيم الترددي في المجال البصري بالتنضيد بتقسيم الطول الموجي.

### المجموعة والمجموعة الفائقة
يستخدم نظام «أف دي أم» شائع الاستخدام، على سبيل المثال في حامل «إل»، مرشحات بلورية تعمل على مدى 8 ميجاهرتز لتشكيل مجموعة قنوات من 12 قناة، عرض نطاق 48 كيلو هرتز في النطاق من 8140 إلى 8188 كيلو هرتز عن طريق اختيار الحامل في النطاق 8140 إلى 8184 كيلو هرتز عند اختيار الحزمة الجانبية العلوية، يمكن عندئذٍ ترجمة هذه المجموعة إلى المدى القياسي من 60 إلى 108 كيلو هرتز بواسطة حامل 8248 كيلو هرتز. يستخدم مثل هذه الأنظمة في «دي تي أل» (مباشرة إلى الخط) و «دي أف أس غي» (المجموعة الفائقة المشكلة مباشرة).
يمكن تشكيل 132 قناة صوتية (2SG + 1G) باستخدام «دي تي إل» ويسوى التعديل وخطة التردد المقدمة في FIG1 وFIG2 باستخدام تقنية «دي تي أل» مما يسمح بتكوين 132 قناة صوتية كحد أقصى والتي يمكن وضعها مباشرة إلى خط. «دي تي إل» يلغي معدات المجموعة والمجموعة الفائقة.
يمكن أن تتخذ «دي إف إس غي» خطوات مماثلة حيث يمكن الحصول على تشكيل مباشر لعدد من المجموعات الفائقة في النطاق kHz 8، كما يلغي «دي أف أس غي» معدات المجموعة ويمكنه تقديم:
- تخفيض التكلفة من 7٪ إلى 13٪
- معدات أقل للتثبيت والصيانة
- زيادة الموثوقية بسبب تقليل المعدات

يمكن أن يناسب كل من «دي تي أل» و «دي أف أس غي» متطلبات نظام منخفض الكثافة (باستخدام «دي تي إل») ونظام عالي الكثافة (باستخدام «دي إف إس غي»). تشبه طرفية «دي أف أس غي» طرفية «دي تي إل» باستثناء بدلًا من مجموعتين فائقتين يُدمج العديد من المجموعات الفائقة. مثال على «دي إف أس غي» مجموعة رئيسة من 600 قناة (10 مجموعات فائقة).

## أمثلة أخرى
يمكن أيضًا استخدام «إف دي إم» في الجمع بين الإشارات قبل التعديل النهائي على موجة الحامل. في هذه الحالة، يشار إلى إشارات الحامل باعتبارها حوامل فرعية: مثال على ذلك، إرسال «ستيريو إف إم»، حيث استخدم حامل فرعي 38 كيلو هرتز لفصل إشارة الفرق بين اليسار واليمين من الجمع اليسار واليمين للقناة المركزية، قبل تعديل تردد للإشارة المركبة. تنقسم قناة «إن تي إس سي» التلفزيونية التشابهية إلى ترددات الحامل الفرعي للفيديو واللون والصوت. يستخدم «دي إس إل» ترددات مختلفة للصوت ولنقل البيانات في الاتجاهين الصعود والهبوط على نفس الموصلات، وهو أيضًا مثال على التردد المزدوج.
حيثما يستخدم التنضيد بالتقسيم الترددي للسماح لعدة مستخدمين بمشاركة قناة اتصالات فيزيائية، يُطلق عليها الوصول المتعدد بتقسيم التردد «إف دي إم أي».